# Кременчуцький повіт

Кременчуцький повіт Полтавської губернії на карті 1821 року

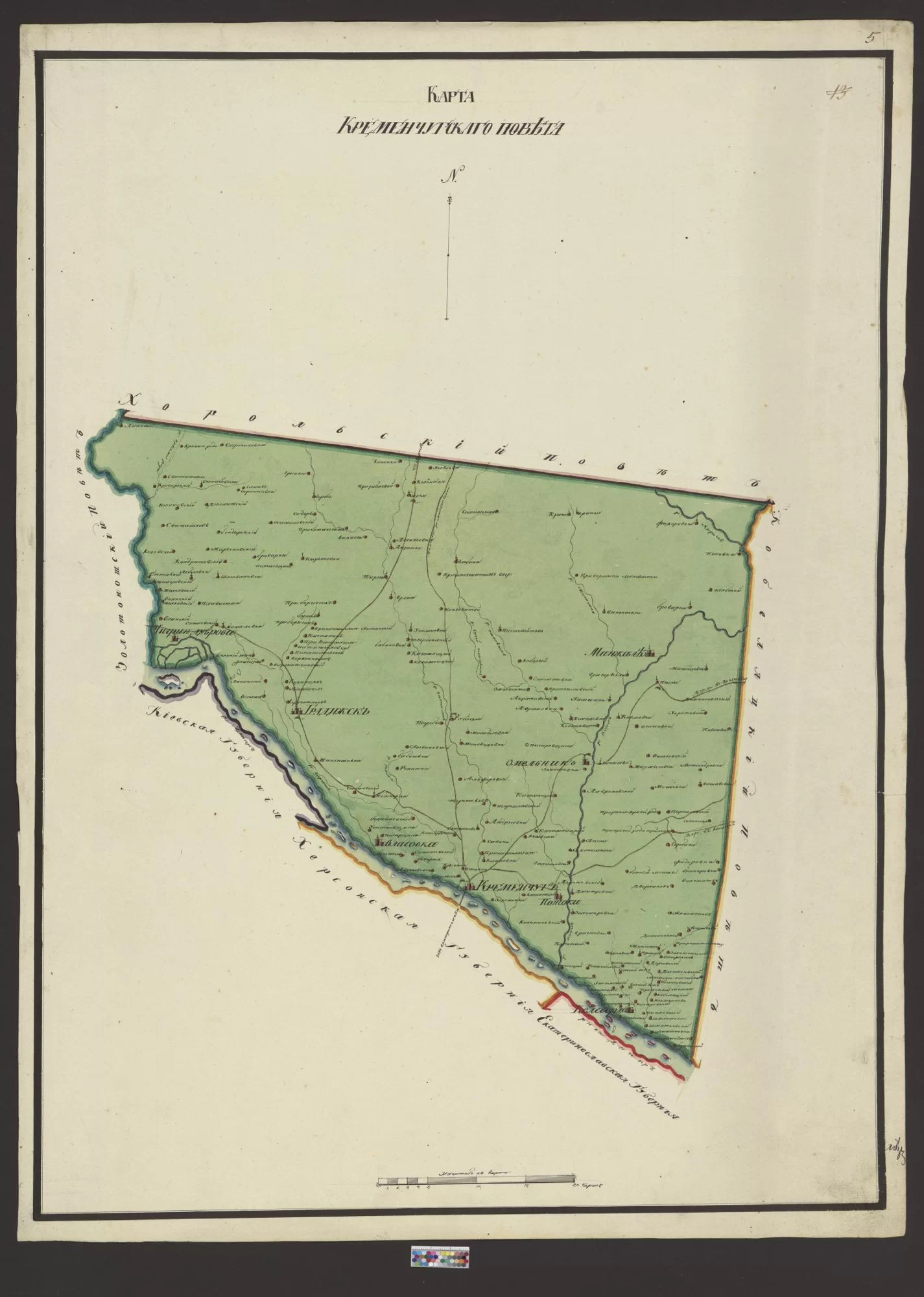
Кременчуцький повіт на карті 1803-1831 року

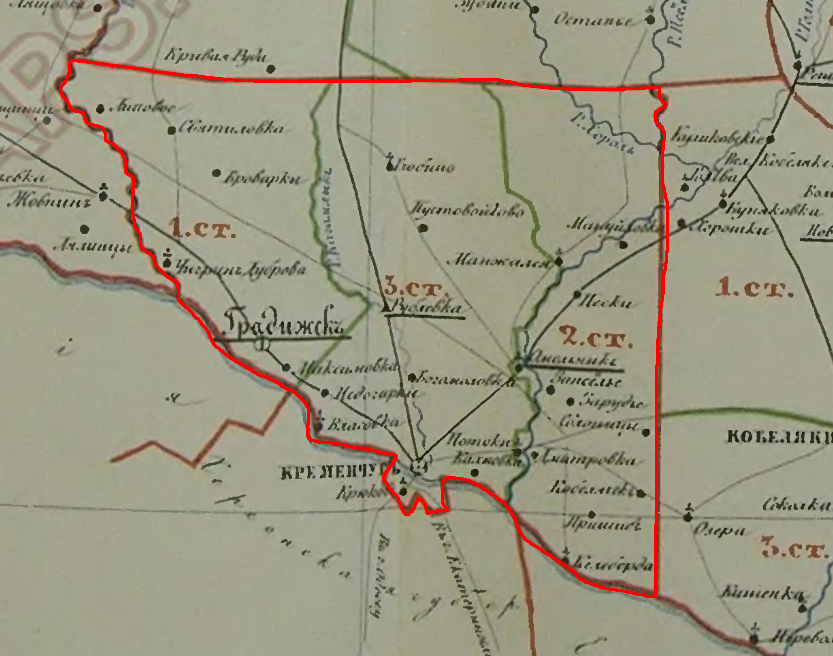
Кременчуцький повіт на карті 1862 року

Кременчу́цький пові́т — адміністративно-територіальна одиниця Полтавської губернії Російської імперії з центром у місті Кременчук.

## Географічне положення

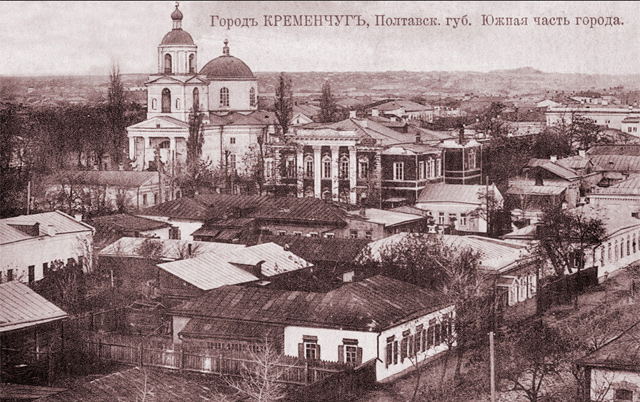
Кременчук. Південна частина міста. Поч. XX століття

Повіт займав південно-західну частину губернії і межував з Золотоніським повітом на заході, Кобеляцьким повітом на сході, Хорольського повіту на півночі і з Київської, Херсонської і Катеринославської губерніями на півдні.

## Історія
Утворений 1776 року у складі Новоросійської губернії з Потоцької і Омельницької сотень Миргородського полку, частини колишнього Дніпровського полку (Власівська, Сокольська, Келебердянська, Кішенська і Переволочанська сотні). Повітове місто Кременчук було центром Новоросійської губернії.
- У 1784–1795 роках у складі Катеринославського намісництва.
- У 1796–1802 роках у складі Новоросійської губернії.
- У 1802–1920 роках у складі Полтавської губернії.
- У 1920–1922 у складі Кременчуцької губернії[1].
- У 1922-березня 1923 року у Полтавській губернії де він був скасований і створена Кременчуцька округа.

Кременчук згадується, як житлове місце, тільки в XVII століття, в одного з бродів, за яким татари переходили на правий бік Дніпра. Після Зборівського договору є сотенним містечком Чигиринського полку, після Андрусівського договору відходить до Миргородського полку.

### У складі Російської імперії
У 1764 році Кременчук з прилеглою територією включений до складу новоствореної Новоросійської губернії. З 1775 року повіт входив до складу Новоросійського намісництва. У 1789 році Кременчук зарахований до Градизькому повіту Катеринославського намісництва. З 1796 по 1802 рік — у складі Чернігівської губернії. З 1802 року Кременчуцький повіт перебував у складі Полтавської губернії.
.

## Адміністративний устрій
У 1881 р. складався із 9 волостей:
- Горбівська волость
- Келебердянська волость
- Кобелячківська волость
- Кохнівська волость
- Манжеліївська волость
- Недогарська волость
- Потоцька (Потіцька, Потоківська) волость
- Пустовійтівська волость
- Солоницька волость

У 1895 повіт вже складався з 1 міста та 19 волостей:
- місто Кременчук з передмістями Галаїв хутір, Каменоломня, Левада-Павелка, Піщана Гора

- Глобинська волость
- Горбівська волость
- Градизька волость
- Келебердянська волость
- Кобелячківська волость
- Кохнівська волость
- Кринківська волость
- Крюківська волость
- Манжеліївська волость
- Мозоліївська волость
- Недогарська волость
- Пісківська волость
- Пирогівська волость
- Погребівська  волость
- Потоцька волость
- Пустовійтівська волость
- Святилівська волость
- Солоницька волость
- Федорівська волость

За даними 1900 р. зустрічаємо ще Омельницьку волость.
Станом на 1915 рік Кременчуцький повіт поділявся на 4 стани, 20 волостей та 20 урядничих ділянок.

### 1-й стан
- Градижська
- Мозоліївська
- Святилівська
- Горбівська
- Погребівська

### 2-й стан
- Омельницька
- Пісківська
- Солоницька
- Кобелячківська
- Манжеліївська

### 3-й стан
- Глобинська
- Пустовійтівська
- Кринківська
- Пирогівська
- Федорівська

### 4-й стан
- Крюківська
- Потоцька
- Кохнівська
- Келебердянська
- Недогарська

У такому складі Кременчуцький повіт існував до 1917 р.

## Населення
Національний склад повіту в 1897 році:
| Національність | Кількість, чол. | Кількість, % |
| -------------- | --------------- | ------------ |
| Українці       | 196 636         | 80,29        |
| Євреї          | 32 122          | 13,12        |
| Росіяни        | 13 591          | 5,55         |
| Поляки         | 1169            | 0,48         |
| Німці          | 504             | 0,21         |
| Білоруси       | 342             | 0,14         |
| Татари         | 266             | 0,11         |
| Усього         | 244 894         | 100,00       |

За даними "Пятая подворно-хоз. перепись в Полтавской губернии 1917 г." на 1917 рік населення повіту складало 433 632, з них 213328 відносилися до малих господарств, 220304 до великих господарств.

## Економіка
Одним з головних занять мешканців було землеробство. За відомостями за 1893 рік, в повіті було:
- Садибних земель — 19596 десятин,
- Під садами, городами і іншими — 13398 десятин,
- Орних земель — 207218 десятин,
- Під луками і сінокосами — 59101 десятин,
- Лісових земель — 8164 десятин,

Було 3410 чоловіків і 557 жінок за переписом 1885 року, що займалися різними ремеслами. Більше всього було кравців і шевців — 1023 осіб, обробкою волокнистих речовин (тканини та інше) займалися 783 особи, обробкою дерева (бондарі, колісники та інші) — 321 особа. Багато йшли на відхожі промисли, переважно в Таврійську губернію. У місті Градизьк існував шкіряний промисел (49 господарів-кустарів). Усіх фабрик і заводів у повіті (без урахування Кременчука) налічувалося 31, з оборотом 131 445 рублів: з них: цегельних заводів 14, олійниць 12, по 1 заводу механічному, лісопильному, винокурному, воскосвічковому і свічково-сальному заводу.
В записках про деякі повіти Полтавської губернії 1840 р. генерал Ліпранді П.П. згадував і Кременчуцький повіт. Кременчуцький повіт. він не вважає найродючішим у губернії. "Грунт землі, пише він, частиною чорнозем, частиною піщаний, особливо останні тягнуться вздовж Дніпра та Пслу, є також багато солончаків". Ліпранді відзначає тут заняття приготуванням драні. До 1839 року цим займалися лише росіяни та отримували з тисячі по 5 р. ас. Малоросіяни беруть із тисячі 3 руб. 50 коп. В один день людина надирає 600 до 1000 штук.
"Дніпро і особливо м. Кременчук, який очікує особливої уваги уряду, щоб стати на вищий ступінь промисловості, займає на пристані безліч жителів цього повіту, навіть інших, як гуртуванням плотів, і різними іншими роботами.
Транспортування різних предметів до Кременчука і з того, як приготованого тут сала, розвезення горілки, драні, п'яного насіння, що відправляється до Одеси, коров'ячої олії та вовни, не тільки під час ярмарку, а й завжди; переважно ж із Криму солі, підтримується діяльність у промисловості та полегшує спосіб існування поселян цього повіту і тому вони не стільки відчувають нині нестачу в їжі”. Ціни на хліб у повіті, — житнє борошно від 2 р. 40 к. до 2 р. 60 к. за пуд. 1 р. 80 к. за пуд. На привезених 10 байках, закупленої "у знатній кількості" купцем Слінковим (Був міським головою у Кременчуці, дуже багатий купець. Старообрядник) по 1 р. 45 к. за пуд, продається по 1р. 90 к. за пуд. Чверть вівса 7 р., гречка по 1 р. 80 к. за пуд. Головними маєтками Ліпранді вважає Остроградського та Родзянки.

## Історія
Станом на 1805 рік, згідно "Статистичних відомостей про Полтавську губернію..." які були опубліковані в "Працях Полтавської Вченої Архівної комісії" у 1905 році, ми маємо такі відомості про повіт. 
1. Власники земель та жителі:
  - Генералітету, що володіють маєтками та проживають у них: 1 особа.
  - Штаб-офіцерів, що проживають та володіють маєтками: 26 осіб.
  - Осіб, що мають лише одне володіння: 2 особи.  Церкви та населення:
  - Кількість церков: 52.
  - Священників при них: 63.
  - Дияконів: 5.
  - Церковнослужителів: 98.
  - Циган: 5 душ.
  - Євреїв: 32 душі.
  - Іноземців сербського походження: 1 особа.
  - Незаконнонароджених дітей обох статей: 8 душ.
2. Перетворення сіл:
  - Села Стовбуваха та Кобелячок були перетворені на села завдяки тому, що в них були збудовані церкви: у Столбовасі – у 1796 році, а в Кобелячку – у 1803 році.
3. Природні ресурси та ліси:
  - Дикий камінь, хоча й є в річці під назвою Дело та в озері Пузівка поблизу містечка Власівка, однак його видобуток не ведеться.
  - Дрібні дров'яні ліси здебільшого розташовані поблизу річки Псел у дачах містечок Омельник та Потоки, а також біля сіл Власівка, Недогарки та села Кохнівка.
  - Будівельних лісів окремо не має.
4. Виробництво та ремесла:
  - Млинів: 375 вітряних борошняних; 87 водяних на греблях.
  - Інші споруди: 86 човнів, 32 греблі на дорогах і через річки, 2 мости, 50 кузень, 6 пивоварень, 33 винокурні (з них 85 котлів у дії).
  - Ремесла: Виконуються сріблярські, котлярські, слюсарні, іконописні, кравецькі, шевські, ткацькі, чинбарські (гарбарські), шерстобійні та ковальські роботи. Крім того, невелика частина жителів займається тим, що наймається у промисловців для ввезення товарів у різні місця та вивезення солі з Криму і риби з донських станиць.
  - Заводи:
    - Невеликих кінних заводів: 3.
    - Овечих заводів: 2.
    - Заводів рогатої худоби: 2.
    - Селітряних заводів: 2 (з них 2 котли в дії). Вироблена на них селітра відправляється на Шосткинські порохові заводи.

  - Землеробство: Господарі в цьому краї не орють кіньми, а займаються хліборобством за допомогою волів. Найгірша пара волів коштує від 25 до 30 рублів, а найкраща – від 50 до 80 рублів.
  - Ярмарки: У повіті відбуваються ярмарки:
    - У місті Градизьк: 1 травня, 1 серпня, 1 жовтня, 6 грудня.
    - У містечку Келеберда: 1 – на Сирному тиждні, 12 червня, 21 жовтня.
    - У Омельнику: 20 липня, 14 жовтня.
    - У Чигирин-Діброві: 23 квітня, 20 липня, 14 жовтня.
    - У селі Горби: 20 квітня.
    - У селі пана надвірного радника Базилевського – Кринки: 1 січня, на четвертому тижні Великого посту, у день Вознесіння Господнього, 26 вересня.
    - На цих ярмарках продається рогата худоба та вівці в невеликій кількості, а також харчові припаси, що привозяться жителями з різних навколишніх сіл.
    - У Градизьку також доставляється по річці Дніпро сосновий ліс з лісистих країв, необхідний для домашнього будівництва, а також смола в бочках, гаряче вино, різні дрібні червоні та шкіряні товари, різного роду садові фрукти, в'ялена та солона риба та хліб різного ж роду.
5. Відхожий промисел та освіта:
  - Мандрівки за паспортами: Козаки, казенні та поміщицькі селяни з тимчасовими паспортами вирушають до Криму та в донські станиці для вивезення звідти солі та риби, а здебільшого наймаються у промисловців для ввезення товарів у Харківську та Полтавську губернії.
  - Освіта: Священники не займаються навчанням дітей, а навчають їх дяки, лише російській грамоті, але й то в невеликій кількості.
  - Затоплення: Містечко Омельник та села Запсілля і Дмитрівка, а також містечко Чигирин-Діброва навесні недовгий час підтоплюються повінню з річок: перші три – Пслом, а останнє – Сулою.
  - Відсутність інших об'єктів: Окрім вищезазначеного, значних повеней та інших важливих природних руйнувань та лих не було. Також у Кременчуцькому повіті відсутні давні пам'ятки, такі як будівлі, руїни, вали, насипи або городища, а також штатні та позаштатні монастирі, ченці та черниці, колоністи та інші іноземці, сім'ї, які мають від восьми до десяти і більше дітей, поселення з трьома та більше парафіяльними церквами, щільний камінь, вапнякові та крейдяні родовища, багаті фруктові сади, шовковичні дерева, кам'яні будинки, оранжереї, капели музикантів, виняткова майстерність, відхожий промисел, шленські та іспанські вівці, голландська та інша іноземна рогата худоба, а також фабрики.

## Відомі люди
- Іван Гнойовий — хорунжий Дієвої армії УНР.

## Сучасне становище
На даний час велика частина території повіту входить до складу Кременчуцького району Полтавської області.